# Silala
Silala ili Siloli je međunarodna rijeka koja izvire u Boliviji i teče u Čile.
Podjela toka iz ovog vodnog tijela bila je predmet kontroverzi između dviju država. Čile je tvrdio da je sadašnja ruta čini međunarodnom rijekom, dok je Bolivija zanijekala postojanje rijeke i tvrdila da 'izvori' Silale ne bi tekli u Čile da nije bilo izgradnje kanala prije više od sto godina.Godine 2016., Čile je od Bolivije zahtijevao u predmetu Međunarodnog suda pravde Spor oko statusa i korištenja voda Silale, u kontramemoriji, Bolivija je priznala vodno tijelo kao rijeku, preusmjeravajući kontroverzu na umjetnu infrastrukturu na mjestu koje bi dati 30% više vode Čileu. Napokon je 2022. Sud presudio da je vodno tijelo zapravo rijeka i da Čile ima pravično i razumno pravo koristiti se njegovim vodama.